# Mario Sabbatella
Mario Sabbatella (Buenos Aires, Argentina; 5 de abril de 1926 - Génova, Italia; 29 de abril de 2012) fue un exfutbolista argentino que se desempeñaba como delantero. Se inició en Ferro Carril Oeste, en Segunda División, en 1947

## Clubes
| Club                | País      | Año         |
| ------------------- | --------- | ----------- |
| Ferro Carril Oeste  | Argentina | 1947        |
| River Plate         | Argentina | 1948 - 1949 |
| UC Sampdoria        | Italia    | 1949 - 1954 |
| US Triestina Calcio | Italia    | 1954 - 1955 |
| Atalanta BC         | Italia    | 1955 - 1956 |